# Woroon National Park
Woroon National Park är en park i Australien. Den ligger i delstaten Queensland, omkring 200 kilometer nordväst om delstatshuvudstaden Brisbane. Woroon National Park ligger 333 meter över havet.
Runt Woroon National Park är det mycket glesbefolkat, med 7 invånare per kvadratkilometer.. Närmaste större samhälle är Windera, nära Woroon National Park.
I omgivningarna runt Woroon National Park växer huvudsakligen savannskog. Genomsnittlig årsnederbörd är 951 millimeter. Den regnigaste månaden är mars, med i genomsnitt 168 mm nederbörd, och den torraste är augusti, med 27 mm nederbörd.